# Kulp-Kannsche Wirren
Die Kulp-Kannschen Wirren waren eine Auseinandersetzung in der jüdischen Einwohnerschaft Frankfurts am Main um 1750 herum. Dabei kämpften die einflussreichen Familien Kann und Kulp um Einfluss innerhalb der jüdischen Gemeinde.
Die Familie Kann war seit der Mitte des 16. Jahrhunderts zu einem der reichsten Kaufmanns- und Bankiershäuser Frankfurts aufgestiegen und hatte seit dem Ende des 17. Jahrhunderts auch Amtsträger der jüdischen Gemeinde gestellt. Die Familie Kulp war erst zu Beginn des 17. Jahrhunderts zu Grundbesitz in der Frankfurter Judengasse gelangt, bis zur Mitte des 18. Jahrhunderts allerdings ebenfalls zu einem führenden Kaufmanns- und Bankiershäuser geworden.
Anlass des Konflikts war die Amtsführung von Bär (oder: Beer) Löb Isaak Kann, dem Oberhaupt der Familie Kann. Dieser war Kastenherr und damit Finanzverwalter der jüdischen Gemeinde. In dieser Funktion setzte er sich der Überlieferung zufolge über Beschlüsse des übrigen Gemeindevorstands hinweg oder dominierte diesen und trat persönlich im Stil eines Fürsten auf. Der Unmut über dieses Verhalten formierte sich 1749 hinter David Mayer Kulp. Diese Opposition gegen Kann forderte eine Offenlegung der Gemeindefinanzen sowie eine Neuwahl des Gemeindevorstands, um dort die Parteigänger Kanns zu ersetzen.
In der Folge kam es zu einer Spaltung der Einwohnerschaft in der Judengasse. Die Auseinandersetzungen gingen hin bis zu Gewalttätigkeiten. Sowohl der Rat der Reichsstadt Frankfurt als auch die Vertreter des Kaisers als Schutzmacht der Juden versuchten mehrfach, die Ruhe wiederherzustellen. Jahrelang war städtisches Militär in der Judengasse stationiert, um interne Kämpfe zu unterdrücken. 1753 wurden, ebenfalls unter militärischem Schutz, neue Gemeindevorsteher (in Frankfurt „Baumeister“ genannt) gewählt. Eine grundlegende Reform blieb dabei zwar aus, aber der Konflikt ebbte in der Folge ab.
Beide Familien hatten im Verlauf der Wirren erhebliche Geldsummen und Ansehen verloren. Bär Löb Isaak Kann persönlich wurde von der internen Gerichtsbarkeit der Gemeinde mit dem großen Judenbann belegt. Dies führte dazu, dass ihm nach seinem Tod 1764 ein Begräbnis auf dem jüdischen Friedhof verwehrt blieb. Für die Familie Kann ging dies mit einem Verfall auch ihrer politischen Macht im späten 18. Jahrhundert einher, wobei sie jedoch eine bedeutende Unternehmerfamilie blieb.

## Weblink
- Museum Judengasse zu diesem Thema